# Portland Trail Blazers 1995-1996
La stagione 1995-96 dei Portland Trail Blazers fu la 26ª nella NBA per la franchigia.
I Portland Trail Blazers arrivarono terzi nella Pacific Division della Western Conference con un record di 44-38. Nei play-off persero al primo turno con gli Utah Jazz (3-2).

## Roster
| N° | Naz.                   | Ruolo | Sportivo           | Anno | Alt. | Peso |
| -- | ---------------------- | ----- | ------------------ | ---- | ---- | ---- |
| 1  | Stati Uniti (bandiera) | G     | Rod Strickland     | 1966 | 191  | 79   |
| 3  | Stati Uniti (bandiera) | AC    | Clifford Robinson  | 1966 | 208  | 102  |
| 10 | Stati Uniti (bandiera) | A     | Dontonio Wingfield | 1974 | 203  | 116  |
| 11 | Lituania (bandiera)    | C     | Arvydas Sabonis    | 1964 | 221  | 127  |
| 12 | Stati Uniti (bandiera) | G     | Randolph Childress | 1972 | 188  | 85   |
| 21 | Stati Uniti (bandiera) | G     | Rumeal Robinson    | 1966 | 188  | 88   |
| 23 | Stati Uniti (bandiera) | G     | Aaron McKie        | 1972 | 196  | 95   |
| 24 | Stati Uniti (bandiera) | C     | Chris Dudley       | 1965 | 211  | 107  |
| 26 | Stati Uniti (bandiera) | G     | James Robinson     | 1970 | 188  | 82   |
| 27 | Stati Uniti (bandiera) | C     | Elmore Spencer     | 1969 | 213  | 122  |
| 33 | Stati Uniti (bandiera) | A     | Gary Trent         | 1974 | 203  | 113  |
| 38 | Stati Uniti (bandiera) | AC    | Anthony Cook       | 1967 | 206  | 93   |
| 40 | Stati Uniti (bandiera) | A     | Reggie Slater      | 1970 | 201  | 98   |
| 44 | Stati Uniti (bandiera) | A     | Harvey Grant       | 1965 | 203  | 88   |
| 52 | Stati Uniti (bandiera) | AC    | Buck Williams      | 1960 | 203  | 98   |

## Staff tecnico
- Allenatore: P.J. Carlesimo
- Vice-allenatori: Rick Carlisle, Johnny Davis, Dick Harter